# Lista de cidades do Novo Brunswick

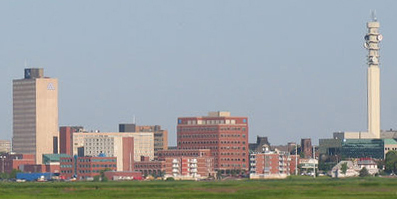
Moncton, com 71.8 mil habitantes, é a maior cidade de Novo Brunswick.

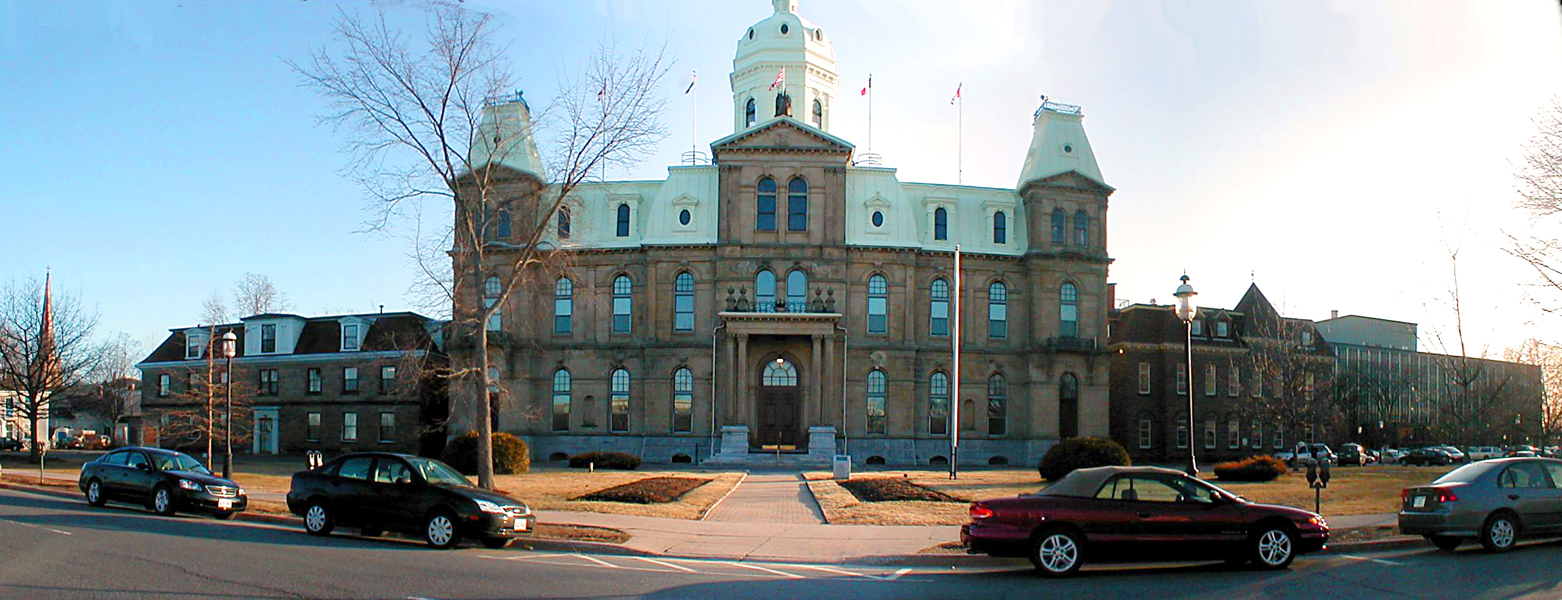
Fredericton, 58 mil habitantes, é a capital e terceira maior cidade de Novo Brunswick.

A província canadense de Novo Brunswick tem oito municípios que detêm o status de cidade. Essas oito cidades tinham uma população cumulativa de 272.174 habitantes e uma população média de 34.022 habitantes, de acordo com o censo de 2016. As maiores e menores cidades de Novo Brunswick são Moncton e Campbellton, com populações de 71.889 e 7.385, respectivamente.

## Lista
| Nome        | Condado        | População (2016) | População (2011) | Mudança | Área (km2) | Densidade populacional (hab./km²) |
| ----------- | -------------- | ---------------- | ---------------- | ------- | ---------- | --------------------------------- |
| Bathurst    | Gloucester     | 11,897           | 12,275           | 3.1     | 92.04      | 129.3                             |
| Campbellton | Restigouche    | 6,883            | 7,385            | 6.8     | 18.58      | 370.5                             |
| Dieppe      | Westmorland    | 25,384           | 23,310           | 8.9     | 54.05      | 469.6                             |
| Edmundston  | Madawaska      | 16,580           | 16,032           | 3.4     | 106.85     | 155.2                             |
| Fredericton | York e Sunbury | 58,220           | 56,224           | 3.6     | 132.57     | 439.2                             |
| Miramichi   | Northumberland | 17,537           | 17,811           | 1.5     | 179.93     | 99.0                              |
| Moncton     | Westmorland    | 71,889           | 69,074           | 4.1     | 141.92     | 506.5                             |
| Saint John  | Saint John     | 67,575           | 70,063           | 3.6     | 315.96     | 213.9                             |
| Total       | —              | 275,965          | 256,141          | —       | 1,040.22   | 261.7                             |